# Celerena
Celerena är ett släkte av fjärilar. Celerena ingår i familjen mätare.

## Bildgalleri

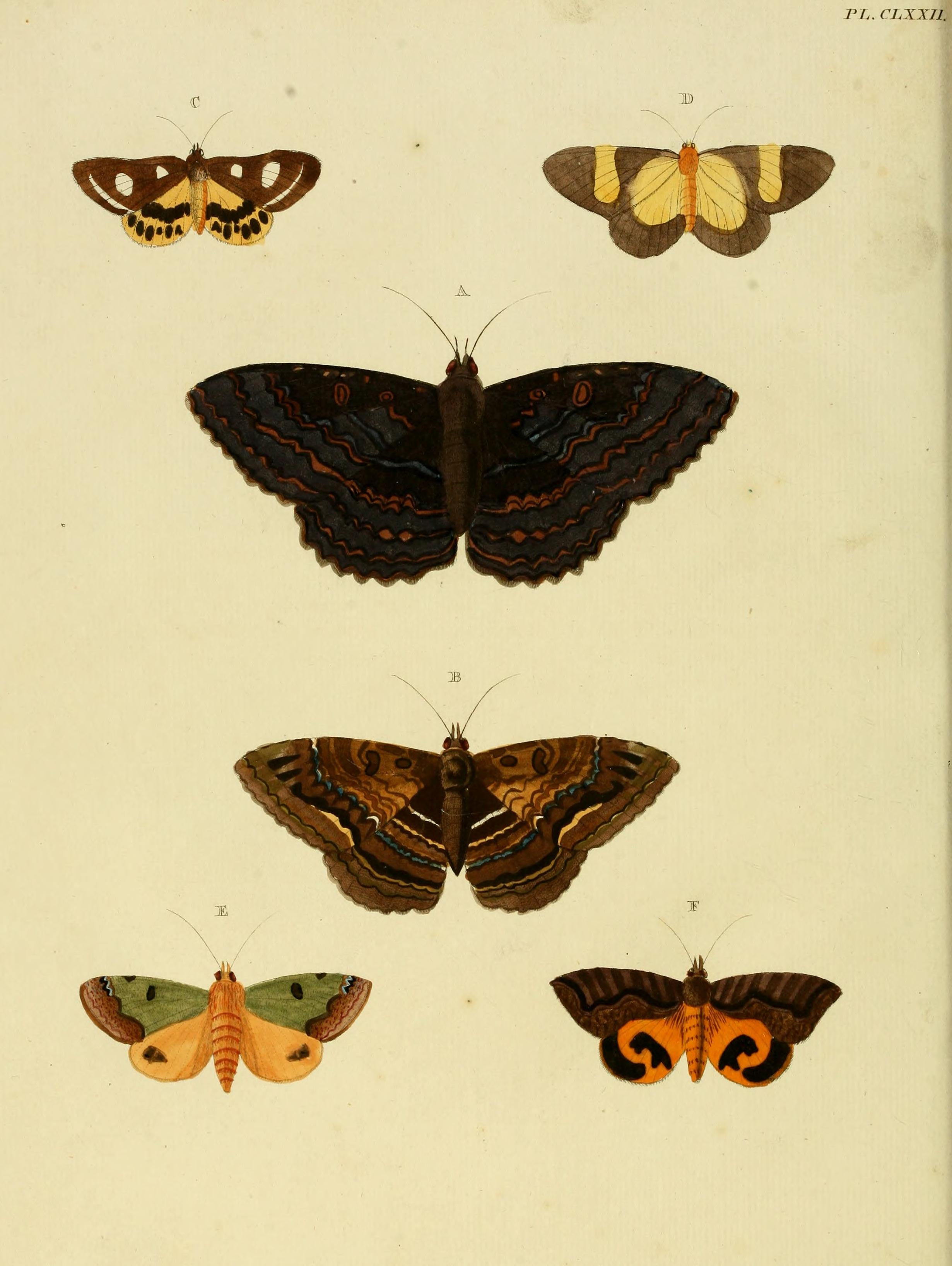

## Dottertaxa tillCelerena, i alfabetisk ordning[1]
- Celerena amplimargo
- Celerena andamana
- Celerena angustisignata
- Celerena aurata
- Celerena cana
- Celerena chrysauge
- Celerena commutata
- Celerena connexa
- Celerena divisa
- Celerena eucnemis
- Celerena evitans
- Celerena exacta
- Celerena extraluteata
- Celerena flavotogata
- Celerena fulvastra
- Celerena griseofusa
- Celerena hirtipes
- Celerena keiensis
- Celerena latiflava
- Celerena lerne
- Celerena melanoprora
- Celerena mitis
- Celerena mutata
- Celerena mutatipes
- Celerena nigriceps
- Celerena nigrilinea
- Celerena nigripalpis
- Celerena obiana
- Celerena palawanica
- Celerena pallidicolor
- Celerena perithea
- Celerena probola
- Celerena prodroma
- Celerena proxima
- Celerena recurvata
- Celerena remutata
- Celerena restricta
- Celerena reversa
- Celerena semperi
- Celerena siamica
- Celerena signata
- Celerena spreta
- Celerena stenospila
- Celerena substigmaria
- Celerena triflava
- Celerena waigeuensis
- Celerena vulgaris